# Jurica Ribar
Đurica Jurica Ribar (Đakovo, 26 tháng 3 năm 1918 - Trebaljevo, gần Kolašin, 3 tháng 10 năm 1943) là một luật sư, họa sĩ, nhà cách mạng và tham gia Chiến tranh nhân dân giải phóng Nam Tư.
Jurica là con trai của chủ tịch Ivan Ribar, em trai của nhà cách mạng và Anh hùng Dân tộc Nam Tư Ivo Lola Ribar. Anh lớn lên và theo học trường tiểu học Vua Peter I và Trung học Beograd số 2 tại Beograd. Tháng 3 năm 1941, Jurica tốt nghiệp Luật khoa Beograd. Trong thời gian học, anh tích cực tham gia phong trào sinh viên cách mạng đồng thời là đoàn viên Đoàn Thanh niên Cộng sản Nam Tư (tiếng Serbia: Savez komunističke omladine Jugoslavije - SKOJ) khi ấy hoạt động bất hợp pháp. Jurica thích chơi thể thao và các môn nghệ thuật, chủ yếu là hội họa, rồi theo học trường họa của Jovan Bijelić. Năm 1938, Jurica là thành viên nhóm Desetorica (10) gồm nhiều họa sĩ nổi tiếng sau này như Ljubica Cuca Sokić, Aleksa Čelebonović, Nikola Graovac, v.v.
Sau khi Nam Tư bị chiếm đóng, tháng 5 năm 1941, Jurica được kết nạp vào Đảng Cộng sản Nam Tư (tiếng Serbia: Komunističke partije Jugoslavije - KPJ). Đầu tiên anh hoạt động tại Beograd. Đến mùa thu, Jurica gia nhập lực lượng Partizan và thực hiện công tác xuất bản báo chí thanh niên và lôi kéo giới trẻ tham gia đấu tranh tại vùng giải phóng Užice. Jurica cũng làm việc trong xưởng vẽ Partizan tại Užice. Sau đó được chuyển qua vùng giải phóng Foča. Từ tháng 6 năm 1942, Jurica thuộc bộ phận chính trị (Politodel) Lữ đoàn vô sản xung kích Montenegro số 4. Jurica cũng là người tham gia Đại hội lần thứ nhất Liên minh thanh niên Nam Tư chống phát xít (tiếng Serbia: Ujedinjeni savez antifašističke omladine Jugoslavije - USAOJ).
Jurica dự nhiều trận đánh trong chiến dịch Bosna Krajina, cũng như những trận lớn trên sông Neretva và Sutjeska. Tháng 10 năm 1943, Jurica bị trọng thương trong trong trận bảo vệ vùng giải phóng Kolašin trước quân Četnik và quân Ý, cùng ngày qua đời trong bệnh viện dã chiến ở làng Trebaljevo gần đó và được chôn cất tạm thời. Sau chiến tranh, hài cốt Jurica được chuyển về Nghĩa trang Mới tại Beograd.

## Tiểu sử
Đurica sinh ngày 26 tháng 3 năm 1918 tại Đakovo, là con trai của chính trị gia nổi tiếng người Croat và Nam Tư tiến sĩ Ivan Ribar (1881—1968) với người vợ đầu Antonija—Tonica, nhũ danh Petrić (1882—1944). Đurica có một anh trai hơn 2 tuổi là Ivo Lola, các anh chị cùng mẹ khác cha là Božena, Mira và Žarko. Ngày 14 tháng 4, Jurica được rửa tội với tên đăng ký là Đurica. Vì ở nhà vẫn gọi là Jurica nên anh vẫn giữ tên đó về sau. Trong đời mình, anh đều ký tên bằng chữ Kirin là Ђурица (Đurica), Ђура (Đura) và Ђуро (Đuro), nhưng khi bằng chữ Latinh thì lại ký là Jurica. Anh cũng ký tên Jurica trên các hình chụp mình. Đurica lớn lên tại quê hương Đakovo cho đến năm 1923 thì cả nhà chuyển đến Beograd.

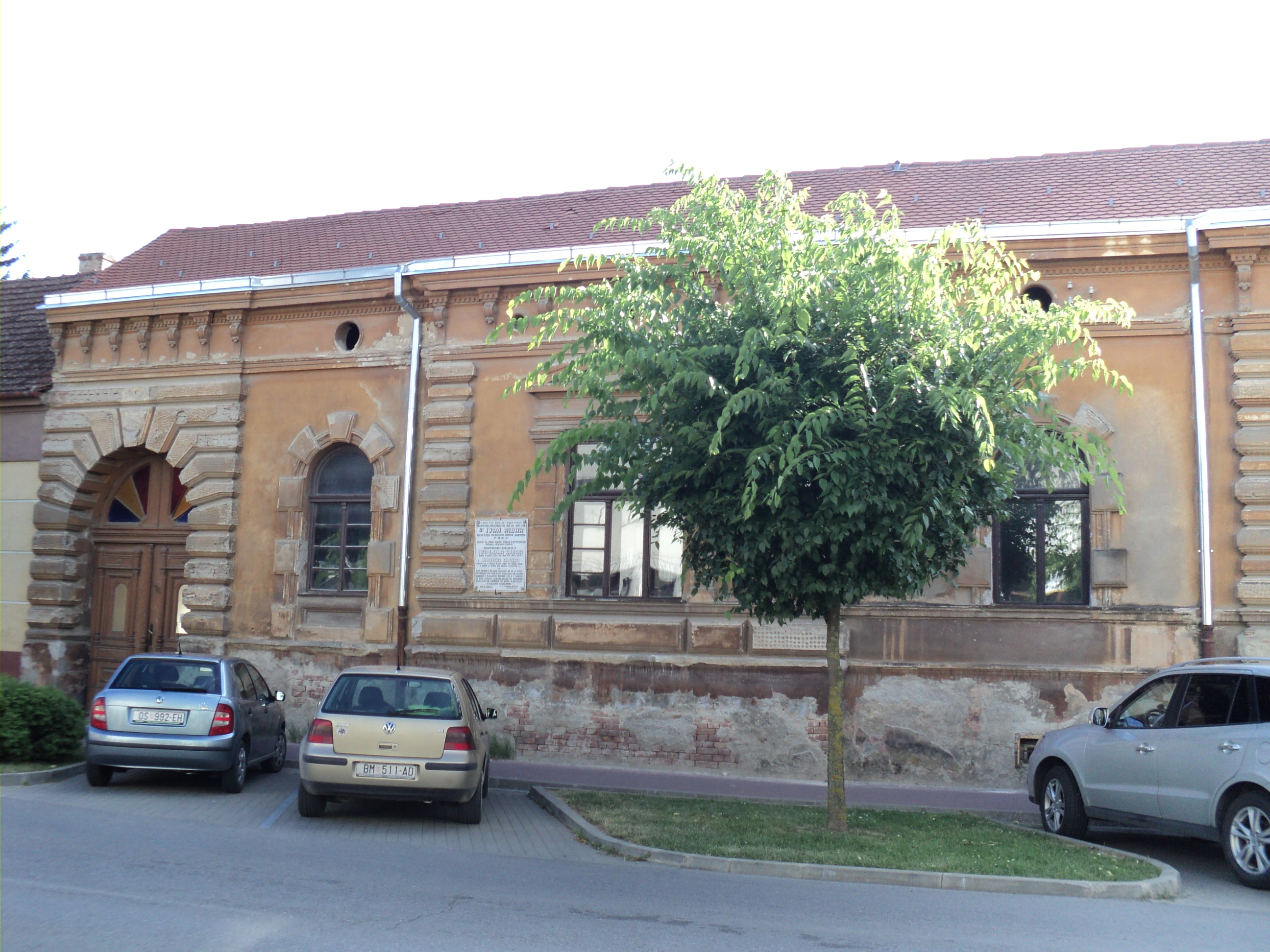
Căn nhà ở Đakovo nơi Jurica Ribar ra đời

Năm 1924, giống như anh trai Lola, Jurica nhập trường tiểu học Vua Petar I (trường này giai đoạn 1952-1993 được đổi tên Braća Ribar để vinh danh hai anh em nhà Ribar). Là học sinh xuất sắc, đến năm 1928, Jurica đăng ký học Trung học nam sinh số 2 (từ 1959-1991, trường mang tên Ivo Lola Ribar là anh trai Jurica). Kết quả trung học cũng xuất sắc, Jurica đặc biệt thích nghệ thuật và thể thao. Jurica cùng bạn học là Aleksa Čelebonović và Milovan Matić chơi cho đội bóng đá của trường. Vào kỳ nghỉ đông, hai anh em Ribar đi trượt tuyết và học ngoại ngữ tại học viện Montreux, Thụy Sĩ. Tại đây, họ được đọc những tác phẩm văn học thế giới kinh điển đồng thời cũng tiếp xúc với văn học cánh tả. Vào kỳ nghỉ hè, hai anh em đi biển ở quê ngoại Sušak. Ngoài bơi lội, anh em Ribar còn chơi quần vợt và bóng bàn. Họ cũng tham gia hội Sokol nơi Jurica luyện tập thể dục dụng cụ. Cha của Jurica cũng là hội viên Sokol khi còn trẻ và từng là thư ký hội ở Đakovo trước Thế chiến I. Năm 1929, dưới chế độ độc tài 6 tháng 1, tổ chức Soko của Vương quốc Nam Tư được thành lập, anh em Ribar liền rời khỏi Sokol.
Ngoài thể thao, Jurica còn quan tâm đến văn học nghệ thuật và âm nhạc, nhưng chủ yếu nhất vẫn là hội họa. Những tác phẩm đầu tay không mang dấu ấn mỹ thuật đặc biệt nào. Nhưng năm 1931, Jurica gặp họa sĩ Nikola Bešević và học được những kỹ năng vẽ đầu tiên. Sau đó, anh theo học trường họa của họa sĩ Jovan Bijelić. Năm 1932, Jurica cùng các bạn học thành lập nhóm văn học Relit (văn học hiện thực). Từ năm 1928 đến 1936, Jurica theo học Trường nhạc Stanković (Belgrade) dưới sự dạy dỗ của giáo sư Emil Hayek. Jurica biểu diễn đánh dương cầm trong các sự kiện mà trường tổ chức bên ngoài. Jurica cúng tham gia câu lạc bộ nghiên cứu triết học ở trung học, về sau tập trung vào chủ nghĩa Mác-Lê. Khi ấy sách về chủ nghĩa Mác bị cấm nhưng hai anh em vẫn có điều kiện nghiền ngẫm nhờ tủ sách phong phú của cha. Năm 1934, người bạn học Jaša Almuli chấp nhận cho Jurica và Ranko Mitić gia nhập tổ chức do mình thành lập. Từ đó, Jurica là thành viên Đoàn Thanh niên Cộng sản Nam Tư khi ấy nằm ngoài vòng pháp luật.

### Hoạt động thời đại học
Tháng 1 năm 1934, Jurica tham gia trưng bày cùng ba họa sĩ trẻ khác cũng học hội họa với Jovan Bijelić là Danica Antić, Nikola Graovac và Aleksa Čelebonović. Triển lãm được tổ chức trong khuôn viên Hiệp hội thân hữu Pháp và đã thu hút được lượng khán giả quan tâm đáng kể. Năm 1936, kết thúc trung học với thành tích xuất sắc, Jurica được miễn thi đại học. Dù khi ấy muốn theo đuổi nghiệp họa sĩ nhưng Jurica đã ghi danh vào Luật Khoa Beograd như cha mẹ mong muốn. Hè năm ấy, Jurica đến Pháp gặp họa sĩ Marko Čelebonović, rồi đi thăm Saint-Tropez và Paris. Ngồi trên ghế đại học, Jurica tham gia phong trào sinh viên cách mạng, một trong những thủ lĩnh là anh trai Ivo Lola Ribar khi ấy cũng là sinh viên luật.

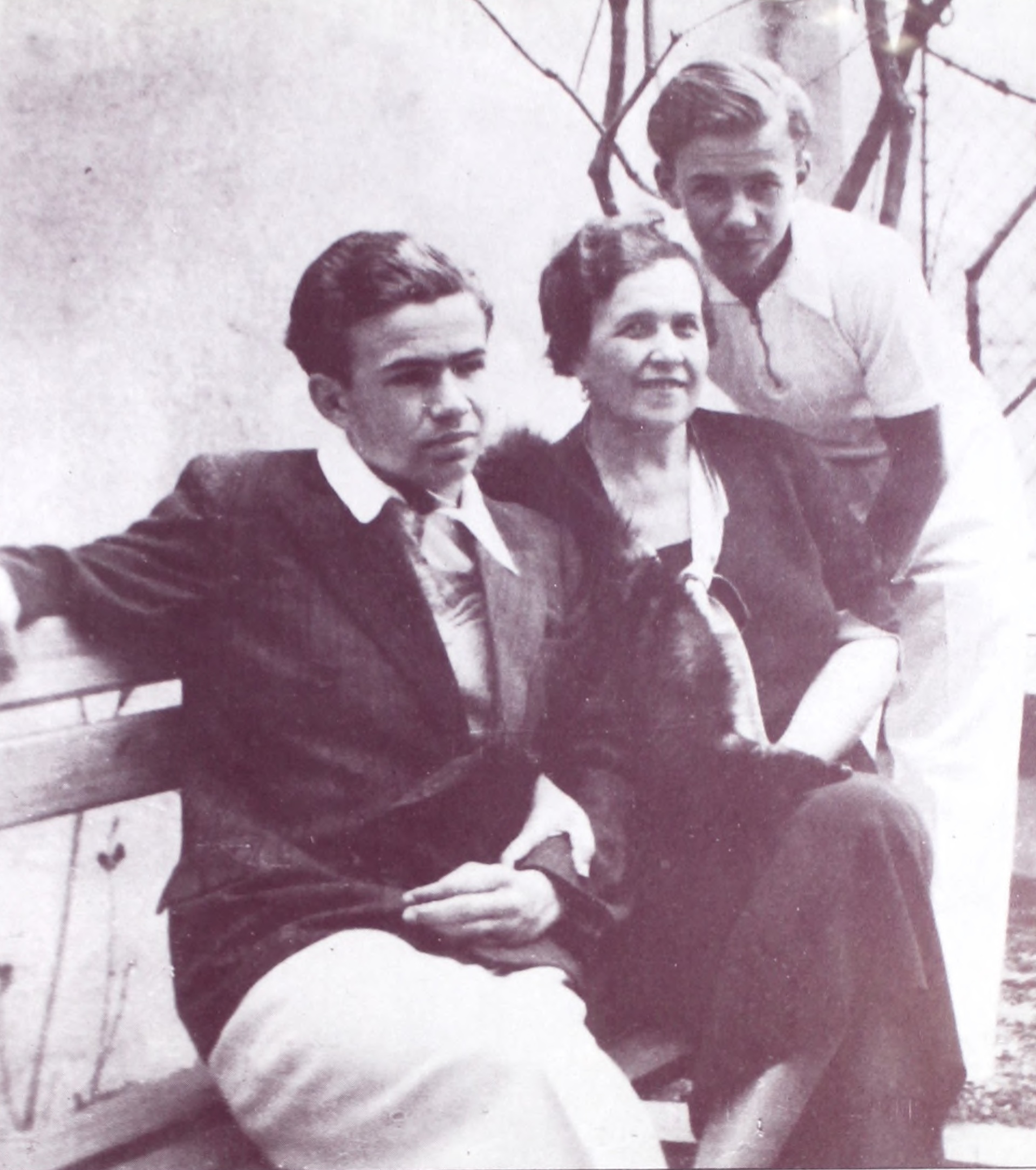
Anh em Ribar cùng mẹ, khoảng năm 1935

Với tư cách họa sĩ, Jurica gia nhập rồi trở thành chủ tịch Ủy ban Văn hóa tại trường. Hoạt động văn hóa giáo dục trong trường diễn ra sôi nổi, tổ chức nhiều buổi thuyết trình, triển lãm, sân khấu,... tại Hội trường Thể chất (nay là Hội trường Anh hùng), khoa Luật (nay là tòa Khoa Ngữ văn) và các khoa khác. Hội sinh viên cũng góp phần và những hoạt động văn hóa. Jurica tích cực xây dựng cho Sân khấu Học thuật từ năm 1936, đến năm 1937 được bầu vào hội đồng quản trị, năm 1938 giữ chức phó chủ tịch. Sân khấu này đã dàn dựng thành công một số vở kịch như vở Mati của Karel Čapek diễn tại Tòa nhà di sản của Kolarac.
Jurica là đại biểu khoa Luật trong Hội đồng Hiệp hội Văn hóa và Thể thao Sinh viên và trở thành chủ tịch hội đồng giai đoạn 1938-1941. Các thành viên hội đồng khác còn có Dora Frejdenfeld, Dušan Kostić, Ivanka Ćuković và Ratomir Žurić. Hiệp hội đã cho xuất bản tạp chí sinh viên Student và tổ chức các sự kiện buổi tối cho sinh viên, ngoài giải trí còn tuyên truyền chính trị. Một trong những buổi văn nghệ thành công nhất là tại ký túc xá Kraljica Marija (nay là ký túc xá Vera Blagojević) nhân ngày 8 tháng 3 năm 1940 với khẩu hiệu "Bảo vệ quyền tự chủ của trường đại học". Hội đồng đã xuất bản một số báo chí như Zora, Novi srednojalca và Mladost cũng như tạp chí Mlada kultura từ tháng 3 năm 1939 với tổng biên tập Aleksa Čelebonović là bạn Jurica. Jurica ở trong ban biên tập và cộng sự viết bài. Những sinh viên góp bài khi ấy có Cvijetin Mijatović, Mihailo Lalić, Puniša Perović, Avdo Humo và một số người khác. Tạp chí ra được 6 số cho đến tháng 1 năm 1940. Jurica viết nhiều bài khác nhau, chủ yếu tường thuật về các sự kiện văn hóa đang diễn ra. Jurica cũng cộng tác với Student và Mladost.
Hầu hết những hoạt động văn hóa giáo dục đều mang tính chất chính trị, đặc biệt giai đoạn Nội chiến Tây Ban Nha với mục đích gây quỹ hỗ trợ tình nguyện viên quốc tế. Ngoài ra, sinh viên cũng nhận thức về mối nguy hiểm của chủ nghĩa phát xít cũng như phải đoàn kết lực lượng để bảo vệ đất nước. Năm 1937, một số hoạt động tập trung vào biểu tình như khi tổng thống Tiệp Khắc Edvard Beneš đến thăm Beograd ngày 5 tháng 4. Hơn hai nghìn sinh viên tham gia, đồng thời trường đại học tổ chức Đêm Văn hóa Tiệp Khắc. Một sự kiện tương tự là khi Bộ trưởng Ngoại giao Pháp Yvon Delbos tới Beograd ngày 12 tháng 12 năm 1937. Sinh viên tổ chức buổi gặp mắt bày tỏ tình hữu nghị với nhân dân cần lao Pháp tại Hội trường Thể chất. Bộ trưởng Nội vụ Anton Korošec đánh giá hoạt động tập trung tiếp đón Bộ trưởng Pháp Delbos là do cộng sản tổ chức biểu tình nên lệnh cho cảnh sát và hiến binh ngăn chặn. Jurica và một số sinh viên bị bắt và tạm giữ. Sau khi Đức chiếm đóng Tiệp Khắc năm 1938, tiểu đoàn sinh viên tình nguyện được thành lập tại Ký túc xá sinh viên, trang bị đồng phục và vũ khí. Jurica Ribar cũng tham gia biểu tình lớn vào ngày 14 tháng 12 năm 1939 tại Beograd, va chạm xung đột với hiến binh. Khi hiến binh nổ súng vào đoàn biểu tình khiến nhiều người bị thương, Jurica được giao nhiệm vụ chuyển người bị thương đến viện điều dưỡng Živković để cấp cứu. Bác sĩ Drago Smiljanić là đồng chí của Ivan Ribar đứng ra điều trị. Jurica lại bị tống giam vào Glavnjač cùng anh trai và một số người khác. Jurica sớm được trả tự do, trong khi Lola bị giam tại Bileća đến tháng 1 năm 1940.
Thời sinh viên Đại học Beograd, Jurica tham gia cách mạng bằng tư cách cá nhân, đồng thời cũng thông qua cha và anh trai để giao du với nhiều nhà cách mạng cộng sản nổi tiếng khác như Ivan Milutinović, Milovan Đilas, Mitra Mitrović, Veselin Masleša, Moša Pijade, Veljko Vlahović, Vladimir Popović. Nhà Ribar ở số 32 đường Francaška trở thành nơi tụ tập của các nghệ sĩ trẻ và những nhà cách mạng. Năm 1937, tổng thư ký KPJ Josip Broz Tito cũng trú tại đây. Tháng 5 năm 1941, Jurica được kết nạp vào Đảng Cộng sản Nam Tư (KPJ).

### Họa phẩm và nhómDesetorica
— Petar Lubarda bàn về tranh của Jurica Ribar, 
Hoạt động hội họa của Jurica Ribar chỉ kéo dài bảy năm, tính từ triển lãm đầu tiên sau khi tốt nghiệp trường vẽ Jovan Bijelić tháng 1 năm 1934 cho đến khi bùng nổ Chiến tranh thế giới thứ hai ở Nam Tư, thời điểm anh gia nhập Partizan tháng 9 năm 1941. Jurica chủ yếu vẽ phong cảnh, nhân vật, tĩnh vật, chân dung, hoa, đồng ruộng và công viên. Sau triển lãm chung với Danica Antić, Nikola Graovac và Aleksa Čelebonović, Jurica tiếp tục tích cực vẽ tranh nhiều hơn. Jurica đặc biệt chú ý đến màu sắc, thể hiện trong các bức Bình hoa trắng nền xanh và Tĩnh vật với cá. Tranh Jurica chịu ảnh hưởng nhiều về phong cách khi đến Pháp các năm 1936-1938. Jurica học hỏi từ họa sĩ Marko Čelebonović là anh trai bạn cùng trường phái Aleksa Čelebonović. Quãng thời gian dài ở lại Saint-Tropez và Paris ảnh hưởng đáng kể đến tài năng hội họa của Jurcia, anh từ bỏ chủ nghĩa biểu hiện và bắt đầu tìm kiếm cách thể hiện nghệ thuật phong phú liên hệ trực tiếp với thiên nhiên. Giai đoạn này có nhiều tranh phong cảnh với mô típ cảnh quan màu xanh lá chủ đạo, thể hiện qua Phong cảnh nước Pháp và Bệnh viện ở Saint Tropez. "Giai đoạn xanh" của Jurica dựa hoàn toàn vào thiên nhiên, cũng tương đồng với họa sĩ Marko Čelebonović khi ấy. Các tác phẩm về sau của Jurica cho thấy sự tiếp cận chủ nghĩa hiện thực, giai đoạn này thể hiện từ năm 1937 đến 1941. Suốt những năm đó, Jurica vẽ tranh trong xưởng nhỏ của mình đặt tại một nhà trẻ ở Beograd bên bờ Danube.

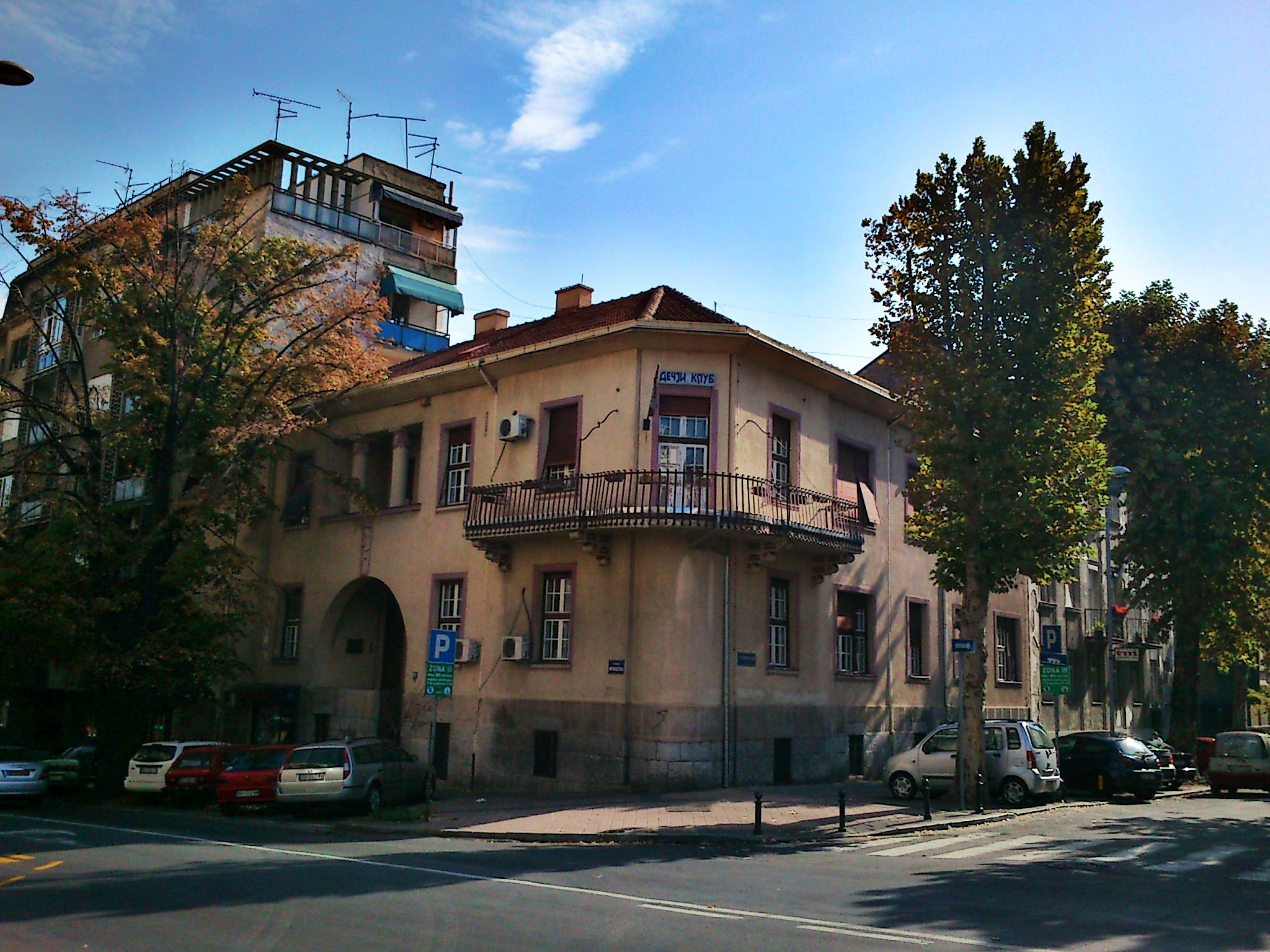
Nhà Ribar trên đường Francaška ở Beograd

Năm 1938, Jurica cùng nhóm các họa sĩ trẻ lập nhóm Desetorica (Mười) gồm Ljubica Sokić, Danica Antić, Bogdan Šuput, Stojan Trumić, Aleksa Čelebonović, Nikola Graovac, Dušan Vlajić, Bora Grujić và Milivoj Nikolajević. Thành phần nhóm, trình độ và tầng lớp khác nhau nhưng đều theo học Jovan Bijelić. Trừ một số người thiệt mạng trong Thế chiến thứ hai, những người sống sót đều là họa sĩ quan trọng thời hậu chiến. Tháng 2 năm 1940, nhóm ra mắt triển lãm đầu tiên, Jurica góp 9 tác phẩm: 2 phong cảnh Pháp, 5 tĩnh vật, một vẽ hoa và bức Trong công viên. Trước đó, năm 1939, Jurica cũng trưng bày hai bức Phong cảnh nước Pháp và Phong cảnh sông Danube tại triển lãm Xuân Beograd, còn đến triển lãm Thu là bức chân dung tự họa lớn Chàng thanh niên đeo ruy băng xanh.
Các họa phẩm tiêu biểu của Jurica Ribar sáng tác từ năm 1933 đến 1941 có thể kể đến Người mặc áo cổ cứng, Trong quán rượu, Hoa trong lọ xanh, Hoa trong bình trắng, Hoa, Tĩnh vật, Tĩnh vật với cá, Tĩnh vật với máy đếm nhịp, Phong cảnh Saint Tropez, Người phụ nữ trước gương, Phong cảnh Dedinja, Tĩnh vật với con gà, Bệnh viện ở Saint Tropez, Những ngôi nhà ở Saint-Tropez, Phong cảnh Saint-Tropez, Khu vườn ở Saint-Tropez, Biển Saint Tropez, Bố cục, Chàng thanh niên đeo ruy băng màu xanh (chân dung tự họa), Chân dung cô gái, Tĩnh vật với thiên thần, Phong cảnh sông Danube, Phong cảnh Petrovac na moru, Sân thượng ở Petrovac na moru, Từ xưởng vẽ, Trong công viên, Phong cảnh Bileća và những bức tranh khác.

### Thời chiến ở Beograd và Užice
Tháng 3 năm 1941, ngay trước khi Thế chiến II bùng nổ ở Nam Tư, Jurica Ribar tốt nghiệp Luật khoa Beograd. Các sự kiện lịch sử cuối tháng 3 ảnh hưởng đáng kể đến tương lai Jurica. Chính phủ Cvetković-Maček ký kết đưa Vương quốc Nam Tư gia nhập Liên minh quân sự Hiệp ước Bộ ba của phe Trục. Ngày 27 tháng 3 nổ ra đảo chính quân sự lật đổ chính phủ và phế truất hoàng thân nhiếp chính Pavle Karađorđević. Tại Beograd diễn ra hàng loạt phong trào chống phát xít, ủng hộ đảo chính. Jurica tham gia hoạt động này, còn anh trai Lola là một trong những người đại diện cho phong trào. Ngày 6 tháng 4 năm 1941, phe Trục tấn công Nam Tư mà không tuyên chiến, Không quân Đức ném bom Beograd. Nhà Ribar trên phố Francaška bị bom làm hư hại nên họ thuê một căn nhà ở Dedinje, nơi góc Phố General Šturm và Đại lộ Knez Aleksandar Karađorđević (gần sân vận động Partizan).

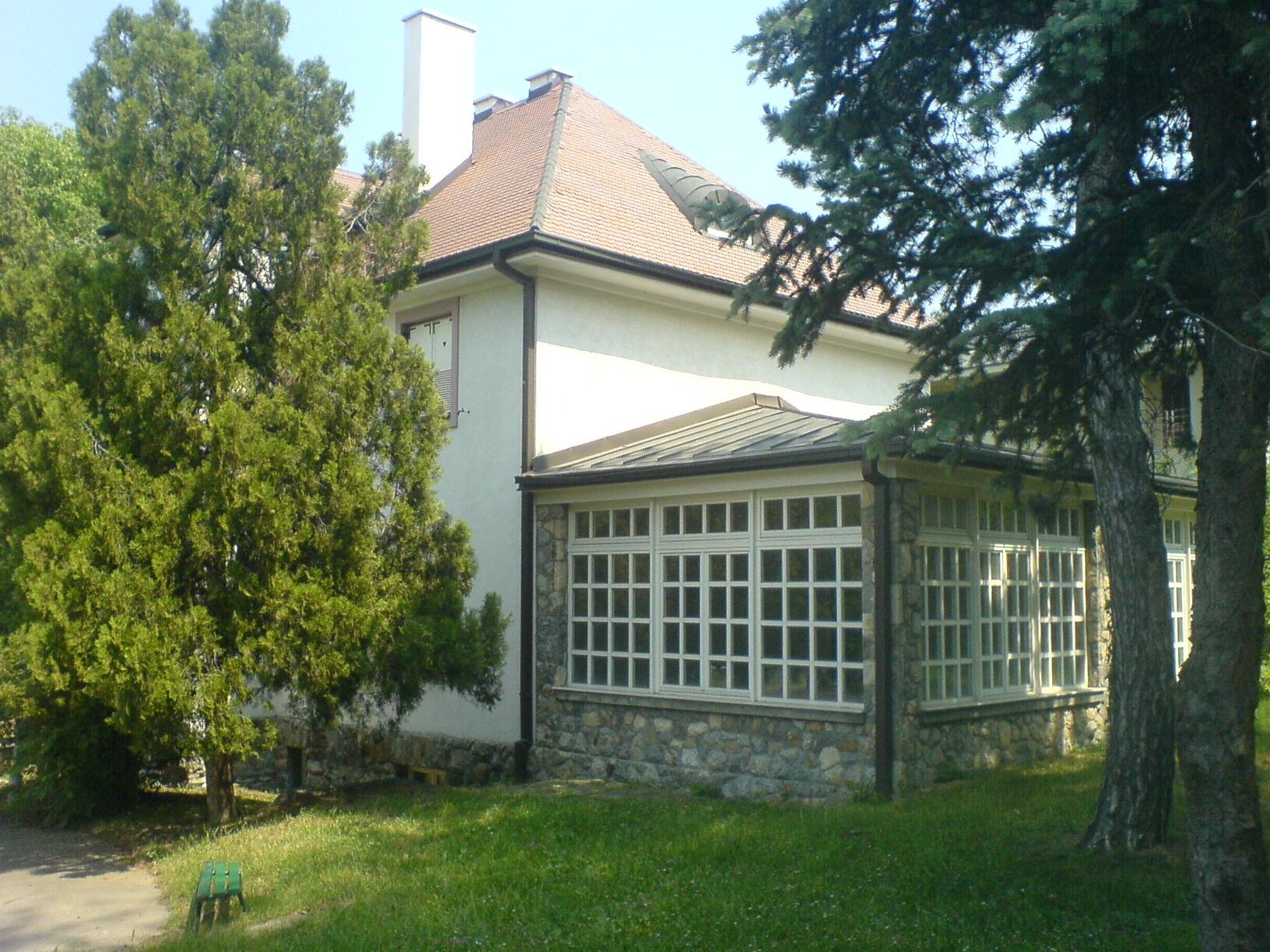
Nhà Ribnikar ở Dedinje, nơi Ivo Lola Ribar ẩn náu

Sau khi Đức tấn công Liên Xô ngày 22 tháng 6, quân chiếm đóng Đức và Đặc cảnh bắt đầu bắt giữ và tra tấn đảng viên hoặc có những ai cảm tình với cộng sản. Nhà Ribar bị coi là bất hợp pháp và phải chạy trốn. Lola trú trong nhà Vladislav Ribnikar gần đó, còn Jurica náu tại nhà bạn gái Ivanka Ćuković trên phố Rumunska (nay là Phố Užička). Jurica chỉ ở lại vài đêm vì nhà này cũng không an toàn. Jara Ribnikar dùng tên giả của mẹ cố nhà báo Politika Aleksandar Vidaković để thuê cho Jurica một phòng trên phố Maglajska. Jurica ở tại đó cho đến khi gia nhập Partizan.
Hè 1941 nổ ra nổi dậy vũ trang tại tây Serbia thành lập khu tự do. Giữa tháng 9, thành viên Ủy ban Trung ương KPJ và Bộ tổng tham mưu NOP trong đó có Lola Ribar liền rời Beograd. Ngay sau đó là quá trình chuyển đổi quyền lực đảng từ Beograd tới khu tự do, hoạt động rút xuống bên dưới việc thành lập các biệt đội Partizan mới. Đầu tháng 10 năm 1941, trước khi rời Beograd, Jurica đính hôn với bạn gái nhiều năm là sinh viên Khoa Ngữ văn Ivanka Ćuković. Một thời gian sau, cô và em gái Olivera dự định đi cùng tiến sĩ Ribar từ Beograd đến Užice. Nhưng Užice bị tấn công và thất thủ nên kế hoạch di chuyển thất bại. Kể từ đó, hai người không bao giờ gặp lại nhau nữa.
Trong thời gian Užice được giải phóng với tên gọi Cộng hòa Užice, Jurica đến gặp lại anh trai rồi tiếp tục cộng tác với Dobrivoj Vidić, Slobodan Penezić Krcun, Želja Đurić. Anh phụ trách công việc tại Agitprop (viết tắt của Agitacija i propaganda: Kích động và Tuyên truyền) của Ủy ban Trung ương Đảng Cộng sản Nam Tư. Trong đó, Jurica giữ vai trò biên tập viên báo Omladinska Borba. Tờ này trực thuộc Ủy ban Trung ương SKOJ dùng để nhắm vào thanh niên, là bản sao của tờ Borba thuộc Ủy ban Trung ương Đảng Cộng sản Serbia được in ở Užice. Số đầu tiên ra mắt vào ngày 17 tháng 11 do Jurica và Lola Ribar biên tập, còn Jovan Marjanović hỗ trợ ra mắt số thứ hai ngày 24 tháng 11. Văn phòng biên tập tờ báo đặt tại khách sạn Palas, cũng là xưởng vẽ Partizan do họa sĩ Dragoljub Vuksanović thành lập và quản lý. Jurica cùng hoạt động hội họa với các họa sĩ Bora Baruch, Pivo Karamatijević, Čedomir Jevtović và Đorđe Marinković. Vuksanović và Jurica đều là thành viên Agitprop hỗ trợ nhau từ ngày đầu lập xưởng. Xưởng vẽ đã ra nhiều áp phích, tranh tuyên truyền chiến đấu, chân dung lính Partizan hy sinh cùng chân dung lãnh tụ cộng sản Liên Xô. Ngày 7 tháng 11 năm 1941, nhân kỷ niệm 24 năm Cách mạng Tháng Mười, tại Užice diễn ra triển lãm tranh nhỏ trong sảnh tòa Sokolski dom, trong đó có các tác phẩm của Jurica Ribar, nhưng hiện không còn giữ được bức nào.

### Chiến đấu từ Užice đến Kolašin
Ngay trước khi Užice thất thủ, Jurica tham gia vào việc tẩu tán tài liệu, chôn giấu tại Zlatibor. Đầu tháng 12 năm 1941, theo chân phần lớn lực lượng Partizan và lãnh đạo phong trào, Jurica cùng rút lui về Sandžak. Anh làm chỉ huy Nova Varoš và cho in ấn tin tức. Anh tham gia tập hợp các chiến sĩ còn lại và thương bệnh binh. Sau đó, Jurica cùng lực lượng chính di chuyển đến miền đông Bosnia, rồi ở lại Romania và Jahorina. Cuối tháng 1 năm 1942, đi theo Tổng hành dinh và Ủy ban trung ương KPJ, ông đến vùng giải phóng Foča. Tại đây, Jurica ở chung phòng với Marijan Stilinović và Vladimir Dedijer trong khách sạn Gerstl, còn anh trai Lola Ribar được đặc phái tới Zagreb đang bị chiếm đóng. Hầu như ngày nào Jurica cũng đi thăm các khu lân cận và thuyết trình vận động thanh niên gia nhập Partizan. Đồng thời, anh cũng viết bài và vẽ tranh cho báo Narodni borac.
Theo điều động của Ủy ban Trung ương SKOJ, Jurica tạm thời tham gia Ủy ban SKOJ cấp tỉnh cho Bosna và Hercegovina, và chịu trách nhiệm báo cáo cho Lola Ribar khi ấy là thư ký Ủy ban Trung ương SKOJ. Giai đoạn này khắp nơi đang tích cực thành lập Liên minh Thanh niên Giải phóng Dân tộc Bosna và Hercegovina là tổ chức tập hợp tất cả thanh niên chống phát xít. Jurica phụ trách mảng này tại Foča, Čajnič và các làng xung quanh. Đồng thời họ thành lập các đại đội thanh niên, về sau nằm trong Tiểu đoàn Kragujevac thứ ba thuộc Lữ đoàn vô sản xung kích số 1. Khi đối phương sắp sửa tấn công, việc thành lập tổ chức Hiệp hội Thanh niên Giải phóng Dân tộc Bosna và Hercegovina bị trì hoãn đến tận cuối năm khi Đại hội Thanh niên Chống phát xít được tổ chức tại Bihać. Sau khi Lola trở về Foča, đã diễn ra "Thế vận hội Foča" vào cuối tháng 4 năm 1942, tập trung các thành viên Partizan thi đấu thể thao các môn điền kinh, bóng chuyền, cờ vua, bóng đá,... Thu hút được nhiều chú ý nhất là các trận bóng đá mà Jurica tham gia, phát huy khả năng chơi bóng từ thời trung học. Jurica chơi trong màu áo tuyển quốc gia Tổng hành dinh.

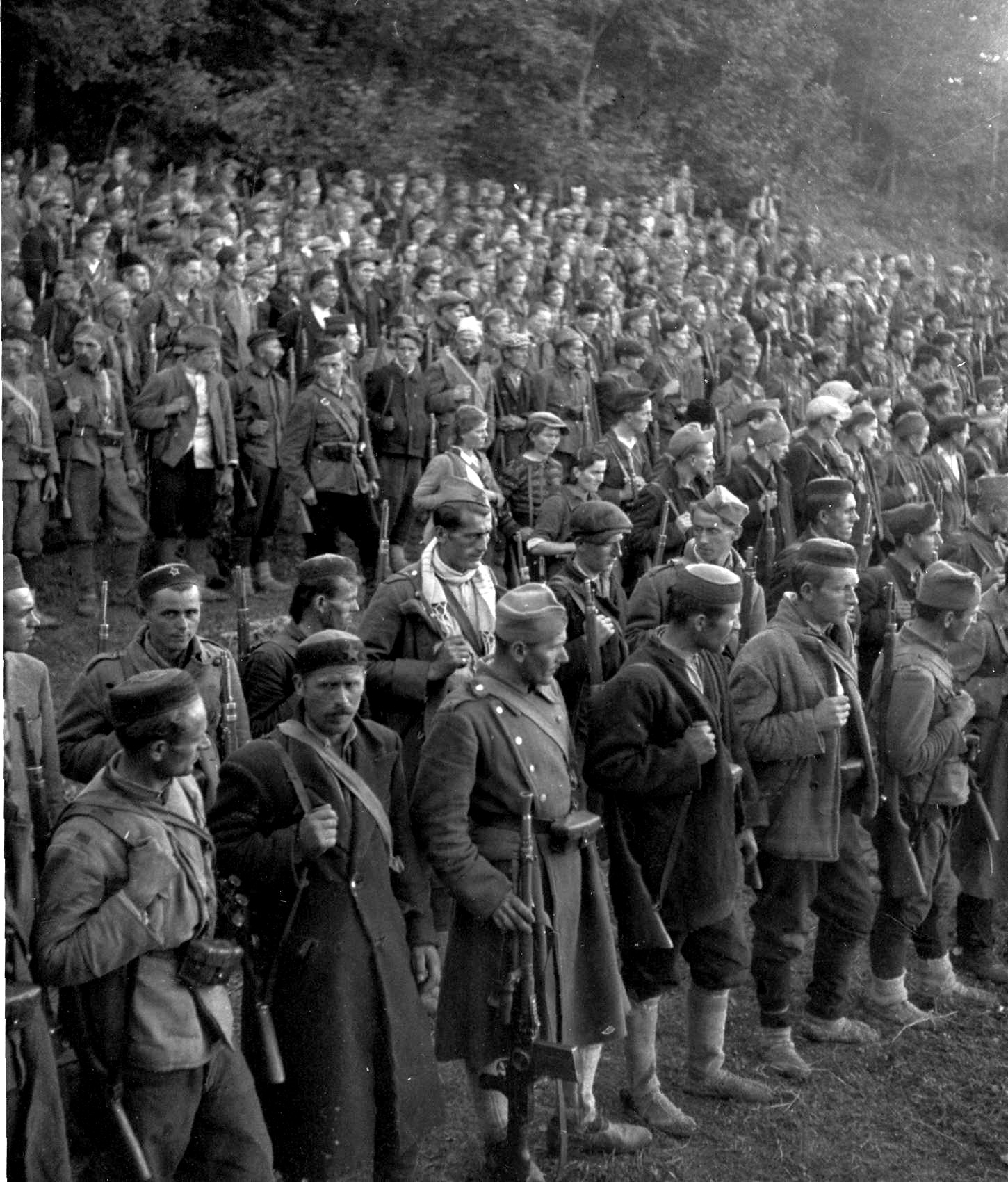
Binh lính Lữ đoàn vô sản xung kích Montenegro số 4

Sau khi rời Foča, Jurica vẫn nằm trong Bộ Tổng tham mưu phụ trách các vấn đề thanh thiếu niên. Giữa tháng 5 năm 1942, cùng với Mileva Lula Planojević, ông được cử đến hỗ trợ các tổ chức thanh niên Montenegro. Khi ấy đang ở giai đoạn kẻ thù công kích lần thứ ba, phần lớn Partizan rút khỏi Montenegro. Đến tháng 6 năm 1942, lực lượng này tái phối trí trong Lữ đoàn vô sản xung kích số 4 và số 5. Khi còn ở Foča, Jurica đề nghị chỉ huy Agitprop của Ủy ban Trung ương KPJ Milovan Đilas phân mình về đơn vị thực chiến. Chỉ đến khi các lữ đoàn mới được thành lập, yêu cầu này mới được đáp ứng, Jurica được phân về Politodel (bộ phận chính trị) của Lữ đoàn vô sản xung kích Montenegro số 4. Chỉ huy lữ đoàn là Peko Dapčević và chính ủy là Mitar Bakić. Ngay sau khi thành lập, dưới sự chỉ huy của Bộ Tổng tham mưu NOP và DVJ, các lữ đoàn mở chiến dịch Krajina Bosna, thắng lợi các trận quanh Gornji Vakuf và Bugojno, tham gia tấn công Kupres và Jajce, cũng như giải phóng Mrkonjić Grad.
Đến Krajina Bosna, ngoài công việc chính trị tại lữ đoàn, Jurica còn cống hiến cho công tác thanh niên trước đây, tích cực tham gia tổ chức Đại hội thanh niên chống phát xít Nam Tư lần thứ nhất tháng 12 năm 1942 tại Bihać, tại đó thành lập Liên minh Thanh niên chống Phát xít Nam Tư. Tháng 9 năm 1942, tại vùng giải phóng Jajce, Jurica được gặp cha mình Ivan Ribar cũng trong hàng ngũ Partizan. Cuối tháng 12 năm 1942 và đầu tháng 1 năm 1943, Sở chỉ huy và Politodel của Lữ đoàn vô sản số 4 đặt cơ sở đầu tiên ở Tomislavgrad sau chuyển sang Bosansko Grahovo, nơi Jurica tích cực viết bài và vẽ tranh để xuất bản tờ báo Za pobeda của lữ đoàn. Cùng hợp tác với anh là các thành viên Politodel trong lữ đoàn Stan Tomašević và Veselin Masleša.
Đầu năm 1943, mở màn Trận Neretva, Jurica Ribar đang ở làng Stipanjići, Duvanjsko polje để chuẩn bị cho tờ Za pobeda. Do kiệt sức và mùa đông khắc nghiệt, anh bị viêm phổi, rồi biểu hiện sốt phát ban. Được đi điều trị một thời gian ngắn, Jurica nhanh chóng trở lại lữ đoàn. Đầu tháng 3 năm 1943, ông tham chiến trận Vilića Guvna, thượng Prozor. Sau khi hoàn thành tấn công, Lữ đoàn vô sản số 4 phối hợp với các đơn vị thuộc Sư đoàn xung kích thứ 3 tham gia đánh bại quân Četnik ở Hercegovina. Giải phóng Nevesinje, Gacko và Avtovac, lữ đoàn hành quân tới Montenegro để đánh quân Ý và Četnik gần Nikšić và Morača - Kolašin. Giữa hai đợt tấn công của kẻ thù, Jurica cùng Stan Tomašević và Veselin Masleša tích cực viết báo, vẽ tranh, báo cáo chiến sự, trở thành những tài liệu chính về lữ đoàn về sau. Ngoài ra, cùng với Stan Tomašević, ông tích cực tham gia tổ chức họp mặt Partizan và SKOJ các cấp, đồng thời đặc biệt chú ý chiến sĩ trẻ. Giúp cho công tác chính trị hiệu quả, Jurica tổ chức các khóa học cho chỉ huy tiểu đoàn SKOJ tại Politodel song song với công tác văn hóa giáo dục, đồng thời lấy tin từ Đài phát thanh Nam Tư Tự do phục vụ chiến sĩ.
Trong cuộc công kích thứ năm của kẻ thù, lữ đoàn giao tranh ác liệt với các lực lượng mạnh của Đức, bị đẩy về phía sông Sutjeska, tiếp tục đụng độ mãnh liệt tại Zelengora và đặc biệt trên đèo Ljubin Grob. Từ Zelengora, lữ đoàn với phần lớn quân lực tiến vào miền đông Bosna, giao chiến với Četnik và quân Đức vào tháng 7 và tháng 8. Sau đó, lữ đoàn tiến về phía Montenegro và vào cuối tháng 9 di chuyển tới Kolašin, giải phóng hoàn toàn nơi này vào ngày 27 tháng 9 năm 1943.

### Qua đời tại Kolašin
Tháng 9 năm 1943, sau khi biết Ý đầu hàng, theo mệnh lệnh Tổng hành dinh tối cao NOV và POJ, Sư đoàn vô sản số 2 dưới sự chỉ huy của Peko Dapčević đã di chuyển từ phía đông Bosnia đến thung lũng Drina, từ đó bắt đầu hành quân về phía Sandžak và Montenegro. Lữ đoàn vô sản xung kích Montenegro số 4 thuộc biên chế Sư đoàn vô sản số 2 đã thâm nhập Kolašin. Ngày 26 tháng 9 bắt đầu diễn ra trận đánh nhằm giải phóng Kolašin từ quân Ý và Četnik. Vì Kolašin là một trong những thành trì chính của quân Četnik tại Montenegro nên họ ra sức bảo vệ, được Ý hỗ trợ pháo binh và súng cối từ Tiểu đoàn 2, Trung đoàn bộ binh 83, Sư đoàn "Venize". Sau những trận giao tranh ác liệt, rạng sáng 27 tháng 9 năm 1943, Partizan đẩy lùi quân Četnik và một phần quân Ý về phía Mateševo, chiếm được Kolašin. Một phần quân Ý vẫn bị bao vây ở Bašanje brdo, nên cần phải đàm phán ngưng chiến. Jurica Ribar và Niko Strugar dẫn đầu đoàn đến gặp đại úy Mario Riva bên Ý để đàm phán. Ngôn ngữ chính sử dụng khi đàm phán là tiếng Pháp, Jurica kêu gọi Đại úy Riva đầu hàng vì Ý đã đầu hàng để binh lính không phải thiệt mạng vô ích. Riva khước từ việc đầu hàng, mà tuyên bố binh lính dưới quyền đều chống phát xít, nên phải được tiếp tục chiến đấu chống chủ nghĩa phát xít dưới cờ Partizan. Jurica và Niko Strugar không có quyền quyết định nên phải trình báo về lữ đoàn và sư đoàn. Yêu cầu được chấp thuận, binh lính dưới quyền Đại úy Riva gia nhập  Quân đội Giải phóng Nhân dân Nam Tư (tiếng Serbia: Narodnooslobodilačka vojska Jugoslavije - NOVJ).

Đài tưởng niệm liệt sĩ Kolašin của nhà điêu khắc Vojin Bakić từ năm 1949

Việc quân lực Partizan mạnh hiện diện tại Montenegro và chiếm Kolašin vốn là "thủ đô" không chính thức của Četnik Montenegro đã giáng đón chí mạng vào Četnik. Četnik liền huy động toàn bộ lực lượng từ Vasojević, Morača, Kuča và Brskut nhằm tái chiếm Kolašin. Ngày 30 tháng 9, được tiểu đoàn Ý hỗ trợ, Četnik tổng tấn công Kolašin. Trận này chứng kiến sự đối đầu giữa quân Ý đứng về phía Partizan với lực lượng Ý tiếp tục sát cánh với Četnik. Với mục tiêu tái chiếm Kolašin bằng bất cứ giá nào, liên quân Četnik-Ý công kích mạnh từ hướng Mateševo, đẩy lui quân Partizan trở lại thành phố. Ngày 1 tháng 10, Partizan để mất các vị quan trọng ở Šljivovica, cũng như Ključ và Tivran. Bộ chỉ huy Sư đoàn vô sản số 2 liền cử Lữ đoàn Dalmatia số 2 cũng như một phần Lữ đoàn vô sản xung kích số 2 và Sandžak số 3 tham chiến bảo vệ Kolašin.
Tham gia phòng vệ Kolašin, Jurica Ribar và Niko Strugar đóng tại Sở chỉ huy Tiểu đoàn 1, chốt giữ chiến hào gần Barutana trên đồi Vilića. Đêm 2 rạng sáng 3 tháng 10 năm 1943, Tiểu đoàn 1 tổ chức phản kích nhưng bị pháo và súng cối đối phương gây áp lực buộc phải quay về. Sau đó, Četnik được pháo binh Ý yểm trợ ồ ạt tấn công. Một quả đạn cối phát nổ ngay sau lưng khiến Jurica bị thương nặng mất nhiều máu. Jurica được đảng viên Jasna Bulatović kéo khỏi vị trí chiến đấu để y sĩ sơ cứu băng bó vết thương. Sau đó, Jurica được chuyển về Kolašin, rồi đưa tiếp tới làng Trebaljevo gần đó, trong bệnh viện dã chiến Partizan đặt tại nhà giáo sư Khoa Kỹ thuật Beograd Stevan Rakočević. Vì đã đầy thương binh nên Jurica được đưa sang nhà Jokan Rakočević. Do vết thương nặng ở lưng, Jurica không thể nằm được. Chiến sĩ Stevo Dobrković giúp đặt Jurica nằm vào lòng để giây phút cuối đời được thoải mái hơn. Jurica mất vào khoảng 11 giờ ngày 3 tháng 10 năm 1943.
Ngay trong ngày, Jurica Ribar cùng các đồng đội tử thương trong bệnh viện dã chiến được chôn cất tại nghĩa trang làng, bên cạnh thầy giáo Milo Lubard (1917-1943) và học sinh Miroje Žarić (1917-1943) cũng chết vì pháo kích. Cho đến ngày 5 tháng 10, khoảng 30 lính Lữ đoàn vô sản Montenegro số 4 đã hy sinh quyết tử bảo vệ Kolašin. Ngày 10 tháng 10, Tổng chỉ huy tối cao Josip Broz Tito đưa lời khen ngợi chỉ huy và chiến sĩ Lữ đoàn vô sản số 4:
Tôi bày tỏ lòng biết ơn và ghi nhận tới các chiến sĩ, chỉ huy và chính ủy Lữ đoàn Montenegro số 4, những người một lần nữa đã thể hiện sự hy sinh phi thường trong các trận chiến đấu dài ngày ác liệt và đẫm máu để giải phóng và bảo vệ thành phố Kolašin, nơi kẻ thù cũng quyết tâm đến chết. Cùng với những chiến sĩ can trường lão luyện của chúng ta, trung đoàn {II}- tiểu đoàn 83, sư đoàn Ý "Venize" cũng anh dũng hy sinh là tấm gương để nhiều người lính Ý noi theo, họ đã sát cánh cùng Quân giải phóng nhân dân ta chống lại chủ nghĩa phát xít.

## Braća Ribar
— Trích thư Lola Ribar gửi cha báo tin Jurica qua đời., 
Tin Jurica hy sinh bay nhanh về Bộ chỉ huy tối cao, anh trai Lola Ribar nhận tin khi đang ở Jajce. Vốn ngay trước đó đã có đặc lệnh yêu cầu Jurica đến Jajce với nhiệm vụ thu hút thanh niên cho Phong trào Giải phóng dân tộc. Nhưng Jurica không muốn rời lữ đoàn khi tất cả đang quyết tâm đánh Četnik bảo vệ Kolašin. Bên cạnh đó, vào tháng 12 năm 1942, sau Đại hội Thanh niên chống phát xít Nam Tư lần thứ nhất tại Bihać, Lola Ribar tỏ ý muốn điều em mình về Ủy ban Trung ương SKOJ để chuyên tâm công tác thanh niên.  Nhưng Jurica đã từ chối vì không muốn rời đồng đội đang chiến đấu. Tin Juriča hy sinh ảnh hưởng mạnh đến Lola, anh phải giấu không cho cha biết. Ngày 24 tháng 11 năm 1943, khi chuẩn bị lên đường tới Cairo với tư cách dẫn đầu phái đoàn quân sự NOVJ đầu tiên tới Bộ Tư lệnh Đồng minh ở Trung Đông, Lola mới viết thư cho cha báo tin Jurica đã hy sinh. Vì không thể tự chuyển thư, Lola gửi lại nhờ Josip Broz Tito đưa cho cho Ivan Ribar sau khi mình lên đường. Ngày 27 tháng 11 năm 1943, trong quá trình cất cánh từ Glamočki polje đến điểm trung chuyển Bari, máy bay chở Lola bị phi cơ Đức tấn công. Lola Ribar và một số đồng chí hy sinh. Ngày 30 tháng 11, ngay sau khi bế mạc phiên họp thứ hai của AVNOJ, trước sự chứng kiến của Ivan Milutinović, Tito báo tin Lola hy sinh cho Ivan Ribar. Nhận ra Ivan cũng chưa hề hay biết, Tito cũng báo tin Jurica đã hy sinh trước đó. Ngay sau đó, Tito gửi thư tới chỉ huy Sư đoàn xung kích số 2 Peko Dapčević yêu cầu trông giữ hài cốt Jurica Ribar để có thể cải táng sang nơi khác theo nguyện vọng gia đình sau chiến tranh.
Bà mẹ Tonica Ribar khi ấy cùng con gái Bozena chạy trốn tới các làng Srem gần Zemun. Họ dùng tên giả "Dì Vida" và "Branka" trong vùng chiếm đóng. Hai người bị giấu không được báo tin người thân hy sinh. Phải đến khi ở Jakov, bà nghe  Đài Nam Tư tự do mới hay tin Lola đã chết, nhưng vẫn không biết về Jurica. Tháng 7 năm 1944, Volksdeutsche từ Ruma đã phong tỏa làng Kupinovo và đưa tất cả dân làng đến nhà thờ để thẩm vấn. Một người đã khai rằng Tonica là yếu nhân trong Phong trào Giải phóng Dân tộc (NOP). Đau khổ vì cái chết của con trai, Tonica không chịu cung khai danh tính thực sự của mình và bị bắn chết. Chỉ sau khi bắn, quân Đức mới biết bà là vợ chủ tịch AVNOJ nên đã đưa con gái Božena vào trại tập trung.
Tháng 4 năm 1945, ngay trước khi chiến tranh kết thúc, tiến sĩ Ivan Ribar đến Montenegro và nhân cơ hội đến thăm mộ con mình Jurica. Sau tháng 3 năm 1948, hài cốt Lola Ribar được chuyển từ Jajce đến Beograd và được an táng chung với Ivan Milutinović trong Lăng mộ Anh hùng Dân tộc ở Kalemegdan. Ivan Ribar cũng quyết định chuyển hài cốt Jurica về Beograd. Đầu tháng 11 năm 1949, Thượng tá Tổng cục An ninh Nhà nước Petar Vojvodić tổ chức khai quật và chuyển hài cốt Jurica về Titograd rồi đi tiếp tới Beograd. Tang lễ được tổ chức ngày 12 tháng 11 năm 1949 tại Nghĩa trang Mới, Jurica được an táng cùng mẹ Tonica (chị gái cùng mẹ khác cha Bozena Badnjević cũng được chôn tại đây vào năm 1977). Các đồng đội thời chiến từ từ Lữ đoàn vô sản số 4, thành viên Hiệp hội Nghệ sĩ Mỹ thuật Serbia (ULUS), đại diện Hiệp hội Chiến sĩ NOR, đại diện Đoàn Thanh niên Dân tộc Serbia và Nam Tư cùng nhiều đoàn thể khác tham gia tang lễ. Sĩ quan quân đội Nam Tư Aco Nikolić, cựu lãnh đạo Skojev trong Lữ đoàn vô sản số 4 thay mặt đồng đội nói lời vĩnh biệt với Jurica.

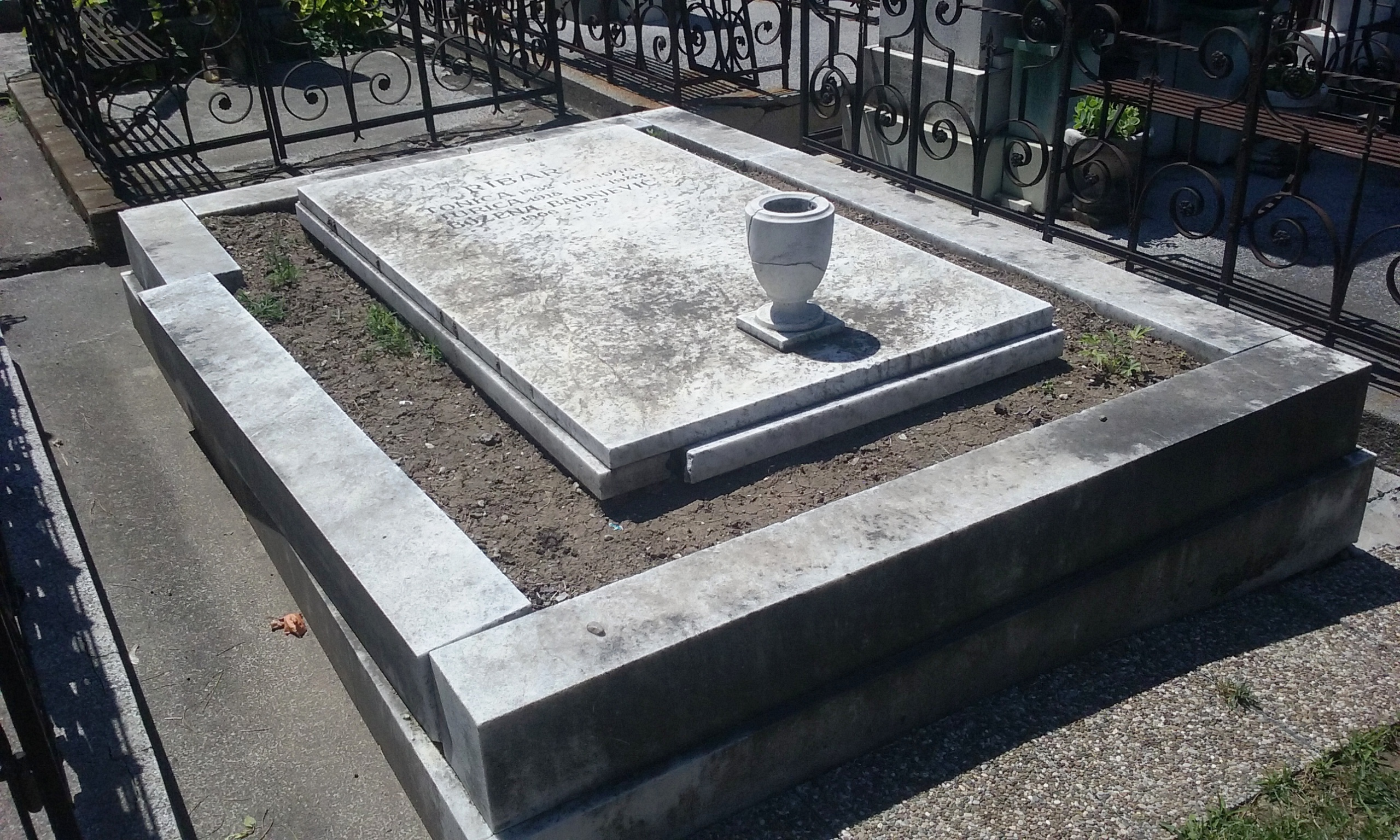
Mộ Jurica Ribar và mẹ Tonica tại Nghĩa trang mới Beograd

Ngày 5 tháng 4 năm 1945, nhân kỷ niệm 4 năm bắt đầu Chiến tranh thế giới thứ hai ở Nam Tư, tại Beograd đã diễn ra triển lãm tưởng niệm các họa sĩ hy sinh trong Chiến tranh Giải phóng dân tộc (NOR), trong đó có các tác phẩm còn lưu giữ được của Jurica Ribar. Những tác phẩm này về sau được trưng bày tại Moskva tại triển lãm nghệ thuật dân tộc Nam Tư thế kỷ 19 và 20. Năm 1953, các tranh của Jurica lại có mặt trong triển lãm kỷ niệm ở Phòng trưng bày của Hiệp hội Họa sĩ Serbia rồi đi Novi Sad, Zagreb, Skopje và Banja Luka. Nhân dịp kỷ niệm 40 năm thành lập Đảng Cộng sản Nam Tư (SKJ) năm 1959, Bảo tàng Quốc gia Beograd tổ chức triển lãm về năm họa sĩ hy sinh trong Thế chiến II là Sava Šumanović, Bora Baruh, Dušan Vlajić, Bogdan Šuput và Jurica Ribar. Tháng 5 năm 1965, nhân kỷ niệm 20 năm giải phóng Zagreb, Phòng trưng bày LIKUM diễn ra triển lãm tưởng niệm Jurica Ribar, sau đó có triển lãm tương tự tại Osijek. Năm 1983, nhân kỷ niệm 40 năm ngày mất Jurica Ribar, Đại học Lao động Moša Pijade ở Zagreb cũng triển lãm tranh ông, nằm trong chuỗi sự kiện "Những ngày Moša".
Vào thời Cộng hòa Liên bang Xã hội chủ nghĩa Nam Tư (SFRJ), Lola Ribar được coi là anh hùng dân tộc. Với vai trò lãnh đạo Đoàn Thanh niên Cộng sản Nam Tư, Lola được đánh giá cao là nhà cách mạng thanh niên chống phát xít. Nhiều đường phố và quảng trường, trường tiểu học, hiệp hội thanh niên, đoàn thanh niên và nhiều tổ chức mang tên Lola Ribar. Bên cạnh các sự kiện tưởng niệm Lola Ribar cũng lồng ghép Jurica Ribar là họa sĩ trẻ và nhà cách mạng, nên cũng được đặt tên cho một số đường phố và tổ chức thanh niên. Nhưng cái tên tưởng niệm chung phổ biến nhất là Braća Ribar (Anh em Ribar). Trường tiểu học Vua Petar Đệ nhất được đổi tên Braća Ribar trong giai đoạn 1952-1993. Các trường khác mang tên Braća Ribar như ở Zagreb (1960-1992, nay là Trường tiểu học Horvati), Virovitica (1974-1992, nay là Trường tiểu học Ivane Brlić Mažuranić), Osijek (1964-1992, nay là Trường tiểu học Franje Krežme), Tuzla (từ 1960 là Trường tiểu học Ivo Lola Ribar rồi đổi thành Braća Ribar cho đến 1993, nay là Trường tiểu học Novi grad). Các trường vẫn mang tên Braće Ribar là ở Nikšić (từ năm 1964), Sisak (1962); Zaton, gần Bijelo Polje; Donja Borina, gần Mali Zvornik (1996); Posedarje, gần Zadar và Tabanovac gần Kumanovo. Một số đường phố tại Čukarica ở Beograd, Veliki Crljeni, Vrčin, Lazarevac, Paraćin, Ralja và Podgorica mang tên Braća Ribar. Riêng tên Jurica Ribar được đặt cho đường phố tại Beograd, Vranje, Kragujevac và Kraljevo.